# Mark Clinton
Mark Anthony Clinton (ur. 7 lutego 1915 w Kells, zm. 23 grudnia 2001 w Blackrock w Dublinie) – irlandzki polityk i agronom, wieloletni Teachta Dála, poseł do Parlamentu Europejskiego I i II kadencji, od 1973 do 1977 minister rolnictwa.

## Życiorys
Pochodził z rodziny rolniczej. W młodości był zawodnikiem futbolu gaelickiego, należał do drużyny hrabstwa Meath i w 1939 uczestniczył w finale mistrzostw kraju. Kształcił się w Warrenstown Agricultural College i University College Galway, zdobył dyplomy z agronomii i nauk społecznych. Pracował jako dyrektor farmy przy szpitalu Permouth w Newcastle, następnie był członkiem jego władz.
Zaangażował się w działalność polityczną w ramach Fine Gael. W 1955 po raz pierwszy wybrany do rady hrabstwa Dublin, gdzie zasiadał do 1973. W latach 1961–1981 zasiadał w Dáil Éireann pięciu kolejnych kadencji. Od marca 1973 do lipca 1977 był ministrem rolnictwa w rządzie Liama Cosgrave’a, w trakcie kadencji negocjował warunki dołączenia Irlandii do wspólnej polityki rolnej. W 1979 i 1984 wybierano go posłem do Parlamentu Europejskiego, od 1987 do 1989 pozostawał jego wiceprzewodniczącym. Przystąpił do Europejskiej Partii Ludowej, zasiadał w jej prezydium. W 1999 kandydował w wyborach lokalnych w Celbridge.

## Życie prywatne
Od 1952 był żonaty z Dorothy Gleeson, mieli siedmioro dzieci.